# Devin Britton
Devin Britton (ur. 17 marca 1991 w Jackson) – amerykański tenisista, wicemistrz juniorskiego turnieju US Open 2008, były członek męskiej drużyny tenisowej Ole Miss Rebels reprezentującej Uniwersytet Missisipi. Mieszka w Brandon.

## Kariera tenisowa

### Lata juniorskie
W 2008 roku osiągnął 16. miejsce w rankingu Międzynarodowej Federacji Tenisowej. Jego największym sukcesem było zwycięstwo w rozgrywanych w czerwcu 2008 International Grass Courts Championships (ang. Międzynarodowe Mistrzostwa na Kortach Trawiastych). We wrześniu, jako pierwszy zawodnik z dziką kartą w historii, awansował do finału juniorskiego US Open w singlu, w którym przegrał z Bułgarem Grigorem Dimitrowem.

### College

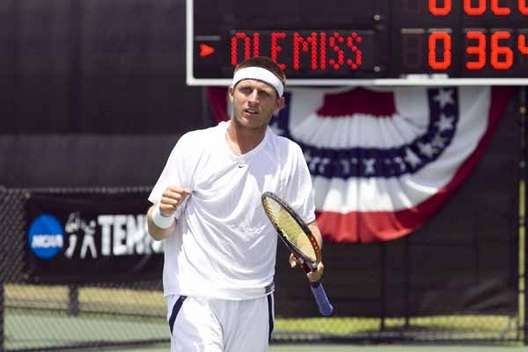
Devin Britton podczas mistrzostw NCAA w 2009

Mając zaledwie 18 lat zwyciężył w turnieju NCAA Men’s Tennis Championship w 2009. Stał się w ten sposób pierwszym mistrzem z drużyny Ole Miss w singlu mężczyzn oraz pierwszym triumfatorem urodzonym w USA od czasu wygranej Cecila Mamiita w 2000.
Po spędzeniu roku w college’u, 1 lipca 2009, Britton ogłosił porzucenie studiów i przejście na zawodowstwo oraz podpisanie kontraktu z agencją sportową Octagon Worldwide.
Otrzymał dziką kartę do turnieju US Open 2009, gdzie zmierzył się w pierwszej rundzie z rozstawionym z jedynką Rogerem Federerem. Britton przegrał w trzech setach, ale w całym meczu dwukrotnie przełamał serwis Szwajcara.

## Życie prywatne

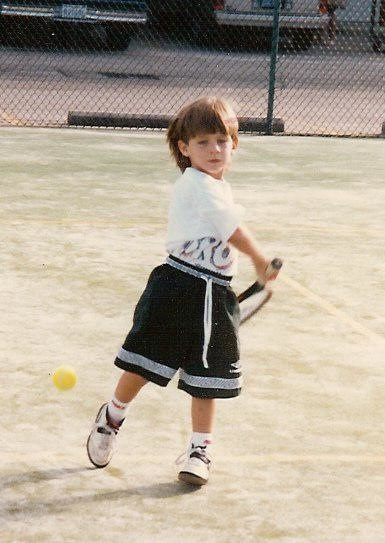
Czteroletni Devin Britton

Britton rozpoczął grę w tenisa w wieku pięciu lat. Od siódmej klasy realizował indywidualny tok nauczania. Z powodu ciągłych podróży związanych z jego karierą tenisową liceum ukończył przez akademię Alpha Omega Online Academy.
Rodzice Devina to Scott i Cindy Britton. Jest najmłodszym z trojga rodzeństwa. Ma dwie siostry: Tarę Chez i Katie.
Devin uczęszczał do Akademii Tenisowej Nicka Bollettieriego (ang. IMG/Nick Bollettieri Tennis Academy). Nad jego karierą czuwali Nick Bollettieri, David „Red” Amye i Gabe Jaramillo.